# Созвездия (серия рисунков)
Созвездия (англ. Constellations) — серия из 23 небольших гуашей Жоана Миро, начатых в 1939 году в Варанжвиль-сюр-Мере и законченных в 1941 году, между Мальоркой и Монт-роч-дель-Камп. Утреннюю звезду (The Morning Star), одну из важнейших работ серии, хранит Фонд Жоана Миро. Работы были подарком художника жене, позднее она передала их в Фонд.

## История
В августе 1939 года, за год до начала Второй мировой войны, Миро с семьёй покинул Париж и переехал в Варанжвиль-сюр-Мер, небольшой город в Нормандии. Здесь он написал лучшие 10 работ в серии, начиная с «Рассвета» и заканчивая «Масштабами бегства».
Оставив Францию после вторжения немецких войск, Миро продолжал работать над серией на Мальорке, создав ещё 10 картин. В 1941 году в Монт-роч-дель-Камп, в доме предков, он завершил серию тремя рисунками. В это время он начал делать наброски, позже превратившиеся в Барселонскую серию литографий. В этом цикле некоторые образы «Созвездий» нашли повторное воплощение.

## Описание
Характерные символы «Созвездий» — силуэты звёзд, птиц, женщин, — неразрывно связаны с обретением художником собственного образного языка и достижением творческой зрелости. Контуры символов пересекаются и находят один на другой, позволяя создавать своеобразные цветовые пятна в местах наложений. Впоследствии мастер постоянно использует этот приём. Все работы датированы, что позволяет восстановить хронологический порядок их появления.
Основа работ написана в мягких тонах, в подавляющем числе работ полно пересекающихся чёрных линий и деталей, написанных основными цветами — красным, синим, жёлтым; работы напоминают астрономические карты, показывающие космическое пространство.